# Dowództwo
Dowództwo – zespół ludzi, wraz z dowódcą, zajmujących się kierowaniem formacją wojskową lub zespołem ludzi. Najczęściej stosowane w terminologii wojskowej, rzadziej w terminologii cywilnej.
W skład dowództwa wchodzą dowódca, jego zastępca (zastępcy, pomocnicy), sztab, także ogniwa sztabowe szefostw rodzajów wojsk, komórki logistyczne, kadrowe i inne.

## Dowództwa koalicyjne
Dowództwo sojusznicze (koalicyjne) to organ dowodzenia wojskami sojuszniczymi, powołany na podstawie porozumienia wielopaństwowego w celu zapewnienia jednolitego kierowania realizacją wspólnych zadań militarnych.
Dowództwa NATO
- dowództwo strategiczne - organ dowodzenia na najwyższym szczeblu wojskowej struktury dowodzenia NATO. Obejmuje kombinację wszystkich połączonych zdolności (rodzajów sił zbrojnych). Realizuje ogólne funkcje dowodzenia, planowania, kierowania i prowadzenia wszystkich działań wojskowych Sojuszu w swoim rejonie odpowiedzialności i poza nim, według poleceń Rady Północnoatlantyckiej lub Komitetu Wojskowego
- dowództwo regionalne (ang. regional command) - organ dowodzenia na drugim szczeblu wojskowej struktury dowodzenia NATO. Obejmuje kombinację określonych połączonych zdolności (rodzajów sił zbrojnych) dla celów planowania i realizacji pełnego spektrum działań wojskowych Sojuszu włączając zadania nakazane zarówno w regionie jak i poza nim zgodnie z poleceniami dowódcy strategicznego NATO.
- dowództwo taktyczne (ang. tactical command) - władza przyznana dowódcy do stawiania zadań siłom będącym pod jego dowództwem w celu wykonania zadań postawionych przez wyższe dowództwo.